# Lew Sapieha
Lew Sapieha (1557-1633) (Bielorruso: Леў Сапега; lituano: Leonas Sapiega). Nació en lo que actualmente es el Vóblast de Vitsebsk, en Bielorrusia. Llegó a ser gran secretario del Gran Ducado de Lituania en 1580, gran escribano del Gran Ducado en 1581, Canciller de la Corte en 1585, gran canciller de 1589 a 1623, Voivoda de Vilna en 1621, Gran Hetman de Lituania en 1623 y starost de Slonim, Brest y Maguilov.
Se considera a Lew una gran figura política de al Mancomunidad de Polonia-Lituania. Era un rico y poderoso magnate, siendo conocido por su sabiduría como estadista, legislador y comandante militar. Fue uno de los más grandes líderes del Gran Ducado de Lituania en los tiempos de mayor florecimiento cultural del mismo.
Recibió su educación en Leipzig y trabajó en la cancillería del Rey de Polonia y gran duque de Lituania Esteban I Báthory bajo la dirección de Jan Zamoyski.
Apoyó una unión política con Moscovia en 1584-1600 y encabezó la embajada diplomática a Moscú en 1600 que propuso la unión al zar Borís Godunov, quien rechazó la propuesta.
Tuvo asimismo un papel activo en las guerras con Moscovia bajo las órdenes de Segismundo III Vasa, del cual sería consejero, recomendándole el ocupar el trono moscovita.
Como canciller fue el principal redactor y editor de la última versión de los Estatutos del Gran Ducado de Lituania, considerada la primera constitución de Europa. Puso los cimientos para el establecimiento de la Facultad de Derecho de la Universidad de Vilna, que fue creada en 1641.
Fue copromotor y participante de la expedición militar a Moscú en 1618 del nuevo rey de la Mancomunidad Vladislao IV. Como mariscal del Sejm lideró el Sejm desde el 4 de octubre al 25 de noviembre de 1582. Fue benefactor de muchas iglesias católicas en el Gran Ducado. Estableció a largo plazo el poder y la riqueza de la familia Sapieha.

## Vida personal
Fue educado de Leipzig y trabajó en la cancillería real del Rey de Polonia y Gran Duque de Lituania, Esteban I Báthory, bajo la dirección de Jan Zamoyski. Criado en la fe cristiana ortodoxa, durante su juventud se coinvirtió al calvinismo y fundó varias iglesias calvinistas en sus antiguas propiedades. En la década de 1570,se volvió hacia el unitarismo, pero desilusionado por las disputas dentro del campo protestante, en 1586 se convirtió, con su primera esposa al catolicismo, del cual resultó un celoso defensor. Después de la Unión de Brest, impuso la conformidad a los ortodoxos reacios.
Sapieha murió en 1633 y fue enterrado en la cripta de la Iglesia de San Miguel Arcángel en Vilna, que el mismo había financiado. Su tumba permanece allí hasta hoy día y es la mayor obra de arte de este tipo en el territorio de Lituania.

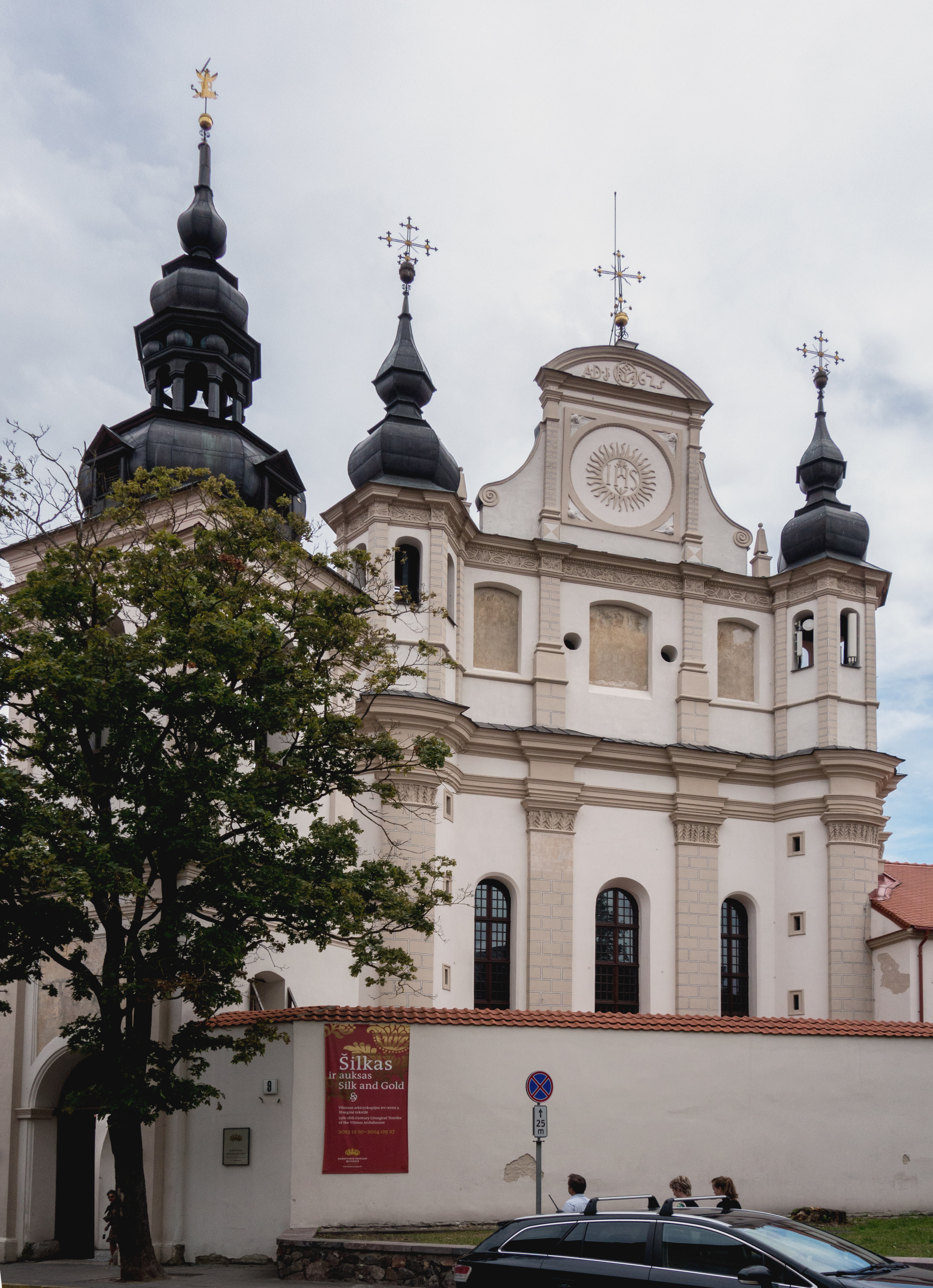
Iglesia de San Miguel Arcángel en Vilna (1594), comisionada por Sapieha como mausoleo familiar.